# Nègrepelisse
Nègrepelisse est une commune française située dans le centre du département de Tarn-et-Garonne, en région Occitanie.
Sur le plan historique et culturel, la commune est dans le Pays Montalbanais, correspondant à la partie méridionale du Quercy.
Exposée à un climat océanique altéré, elle est drainée par l'Aveyron, le ruisseau de la Brive, le ruisseau de Longues Aygues, le ruisseau du Gouyré, le ruisseau de Cabertat, le ruisseau de Gratis, le ruisseau de la Mouline, le ruisseau de la Vayssède, le ruisseau de Rieumet et par divers autres petits cours d'eau. La commune possède un patrimoine naturel remarquable : un site Natura 2000 (Les « vallées du Tarn, de l'Aveyron, du Viaur, de l'Agout et du Gijou »), un espace protégé (le « cours de la Garonne, de l'Aveyron, du Viaur et du Tarn ») et trois zones naturelles d'intérêt écologique, faunistique et floristique.
Nègrepelisse est une commune rurale qui compte 5 839 habitants en 2022, après avoir connu une forte hausse de la population depuis 1962. Elle est dans l'unité urbaine de Nègrepelisse et fait partie de l'aire d'attraction de Montauban. Ses habitants sont appelés les Négrepelissiens ou  Négrepelissiennes.

## Géographie

### Localisation
Bastide de l'est du Tarn-et-Garonne, située dans l'aire d'attraction de Montauban en Quercy à 15 km au nord-est de Montauban.

### Communes limitrophes
Nègrepelisse est limitrophe de huit autres communes.
Les communes limitrophes sont  Albias, Bioule, Bruniquel, Cayrac, Montricoux, Puygaillard-de-Quercy, Saint-Étienne-de-Tulmont et Vaïssac.
| Cayrac                   | Bioule       | Montricoux                                 |
| Albias                   | Nègrepelisse | Bruniquel                                  |
| Saint-Étienne-de-Tulmont | Vaïssac      | Puygaillard-de-Quercy (par un quadripoint) |

### Géologie et relief
Nègrepelisse se situe dans la plaine agricole et alluviale de l’Aveyron.
La superficie de la commune est de 4 922 hectares ; son altitude varie de 79  à   207 mètres.

### Hydrographie

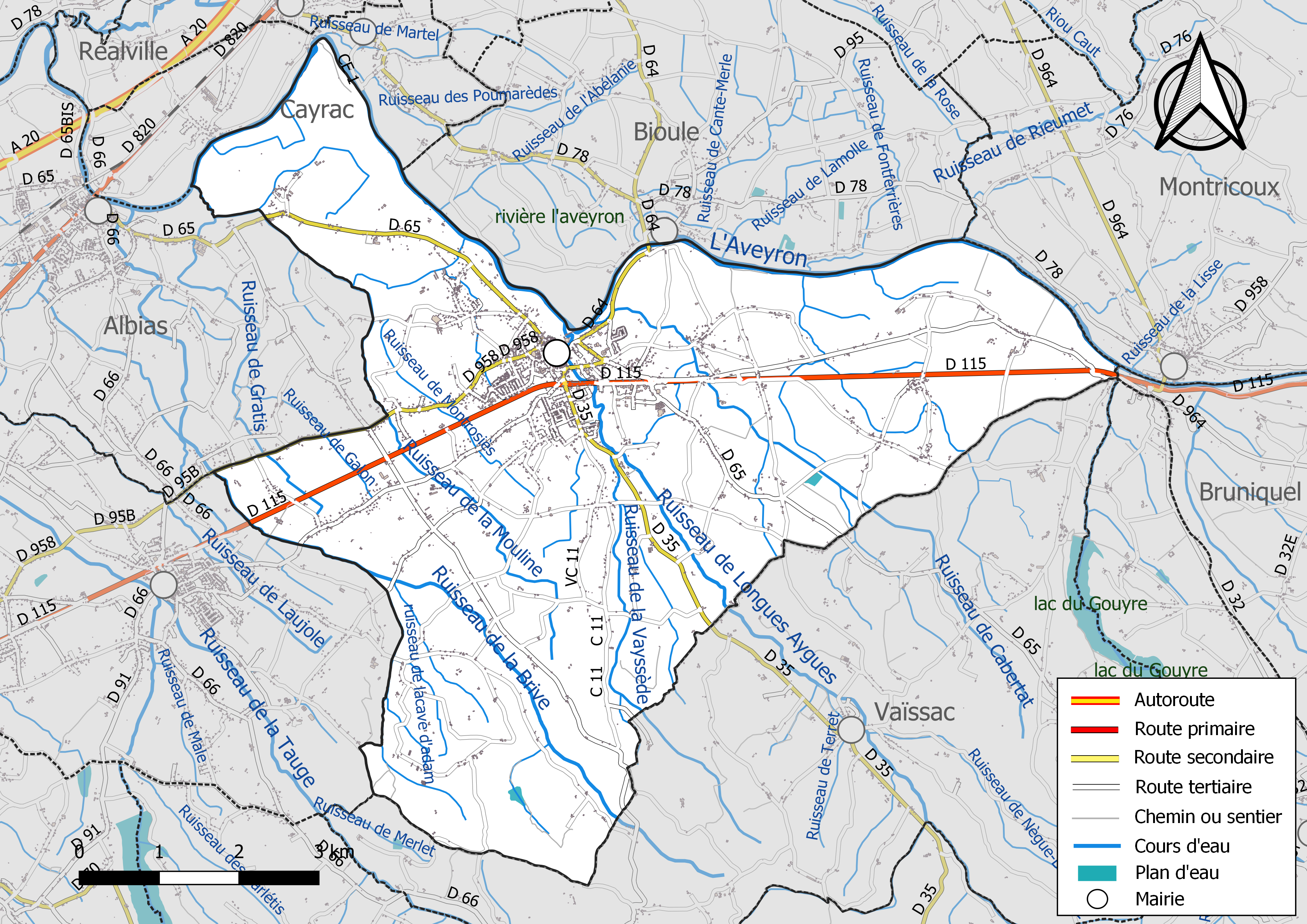
Réseaux hydrographique et routier de Nègrepelisse.

La commune est dans le bassin versant de la Garonne, au sein du bassin hydrographique Adour-Garonne. Elle est drainée par l'Aveyron, le ruisseau de la Brive, le ruisseau de Longues Aygues, le ruisseau du Gouyré, le ruisseau de Cabertat, le ruisseau de Gratis, le ruisseau de la Mouline, le ruisseau de la Vayssède, le ruisseau de Rieumet, le ruisseau de Fontferrières, le ruisseau de Galon, le ruisseau de l'Abélanie, le ruisseau de lacave d'adam, le ruisseau de la Cave des Plots, et par divers petits cours d'eau, constituant un réseau hydrographique de 77 km de longueur totale,.
L'Aveyron, d'une longueur totale de 291 km, prend sa source dans la commune de Sévérac d'Aveyron et s'écoule d'est en ouest. Il traverse la commune et se jette dans le Tarn à Barry-d'Islemade, après avoir traversé 60 communes.
Le ruisseau de la Brive, d'une longueur totale de 13,2 km, prend sa source dans la commune de Vaïssac et s'écoule du sud-est vers le nord-ouest. Il traverse la commune et se jette dans l'Aveyron à Albias, après avoir traversé 4 communes.
Le ruisseau de Longues Aygues, d'une longueur totale de 11,4 km, prend sa source dans la commune de Monclar-de-Quercy et s'écoule du sud-est vers le nord-ouest. Il se jette dans l'Aveyron sur le territoire communal, après avoir traversé 3 communes.
Le ruisseau du Gouyré, d'une longueur totale de 10,9 km, prend sa source dans la commune de Puygaillard-de-Quercy et s'écoule du sud-est vers le nord-ouest. Il se jette dans l'Aveyron sur le territoire communal, après avoir traversé 4 communes.

### Climat
Pour des articles plus généraux, voir Climat de l'Occitanie et Climat de Tarn-et-Garonne.
En 2010, le climat de la commune est de type climat du Bassin du Sud-Ouest, selon une étude du Centre national de la recherche scientifique s'appuyant sur une série de données couvrant la période 1971-2000. En 2020, Météo-France publie une typologie des climats de la France métropolitaine dans laquelle la commune est exposée à un climat océanique altéré et est dans la région climatique Aquitaine, Gascogne, caractérisée par une pluviométrie abondante au printemps, modérée en automne, un faible ensoleillement au printemps, un été chaud (19,5 °C), des vents faibles, des brouillards fréquents en automne et en hiver et des orages fréquents en été (15 à 20 jours).
Pour la période 1971-2000, la température annuelle moyenne est de 13,2 °C, avec une amplitude thermique annuelle de 16 °C. Le cumul annuel moyen de précipitations est de 766 mm, avec 9,8 jours de précipitations en janvier et 5,8 jours en juillet. Pour la période 1991-2020, la température moyenne annuelle observée sur la station météorologique de Météo-France la plus proche, « Bioule », sur la commune de Bioule à 2 km à vol d'oiseau, est de 13,9 °C et le cumul annuel moyen de précipitations est de 737,9 mm. 
La température maximale relevée sur cette station est de 41,9 °C, atteinte le 26 août 2010 ; la température minimale est de −15,1 °C, atteinte le 6 février 2012,,.
| Mois                                  | jan.          | fév.           | mars           | avril         | mai           | juin         | jui.          | août          | sep.          | oct.          | nov.          | déc.          | année      |
| ------------------------------------- | ------------- | -------------- | -------------- | ------------- | ------------- | ------------ | ------------- | ------------- | ------------- | ------------- | ------------- | ------------- | ---------- |
| Température minimale moyenne (°C)     | 1,4           | 0,5            | 3,1            | 6,4           | 9,9           | 13,9         | 15            | 14,4          | 11,1          | 8,4           | 4,6           | 1,6           | 7,5        |
| Température moyenne (°C)              | 5,7           | 6,3            | 9,7            | 13,3          | 16,7          | 21           | 22,5          | 22,1          | 18,9          | 15            | 9,7           | 6,2           | 13,9       |
| Température maximale moyenne (°C)     | 10,1          | 12,1           | 16,3           | 20,2          | 23,4          | 28,1         | 29,9          | 29,8          | 26,7          | 21,5          | 14,7          | 10,7          | 20,3       |
| Record de froid (°C) date du record   | −9,5 19.01.17 | −15,1 06.02.12 | −10,5 01.03.05 | −4,5 08.04.21 | −1,7 06.05.19 | 4,5 01.06.06 | 6,5 15.07.16  | 6,6 30.08.09  | 1 25.09.02    | −4 25.10.03   | −9,5 18.11.07 | −9,4 26.12.10 | −15,1 2012 |
| Record de chaleur (°C) date du record | 19,5 24.01.18 | 25,7 27.02.19  | 27,9 31.03.21  | 32 30.04.05   | 34 25.05.17   | 41 27.06.19  | 41,2 30.07.20 | 41,9 26.08.10 | 37,9 12.09.16 | 32,4 02.10.11 | 25,6 02.11.11 | 20 05.12.06   | 41,9 2010  |
| Précipitations (mm)                   | 75,2          | 50,6           | 62,9           | 72,2          | 71,4          | 60,3         | 44,1          | 63,5          | 41,6          | 64,4          | 65,7          | 66            | 737,9      |

| Diagramme climatique                                  |             |             |             |             |              |            |              |              |             |             |           |
| J                                                     | F           | M           | A           | M           | J            | J          | A            | S            | O           | N           | D         |
| 10,11,475,2                                           | 12,10,550,6 | 16,33,162,9 | 20,26,472,2 | 23,49,971,4 | 28,113,960,3 | 29,91544,1 | 29,814,463,5 | 26,711,141,6 | 21,58,464,4 | 14,74,665,7 | 10,71,666 |
| Moyennes : • Temp. maxi et mini °C • Précipitation mm |             |             |             |             |              |            |              |              |             |             |           |

Les paramètres climatiques de la commune ont été estimés pour le milieu du siècle (2041-2070) selon différents scénarios d'émission de gaz à effet de serre à partir des nouvelles projections climatiques de référence DRIAS-2020. Ils sont consultables sur un site dédié publié par Météo-France en novembre 2022.

### Milieux naturels et biodiversité

#### Espaces protégés
La protection réglementaire est le mode d’intervention le plus fort pour préserver des espaces naturels remarquables et leur biodiversité associée,.
Un  espace protégé est présent sur la commune : 
le « cours de la Garonne, de l'Aveyron, du Viaur et du Tarn », objet d'un arrêté de protection de biotope, d'une superficie de 1 262,3 ha.

#### Réseau Natura 2000

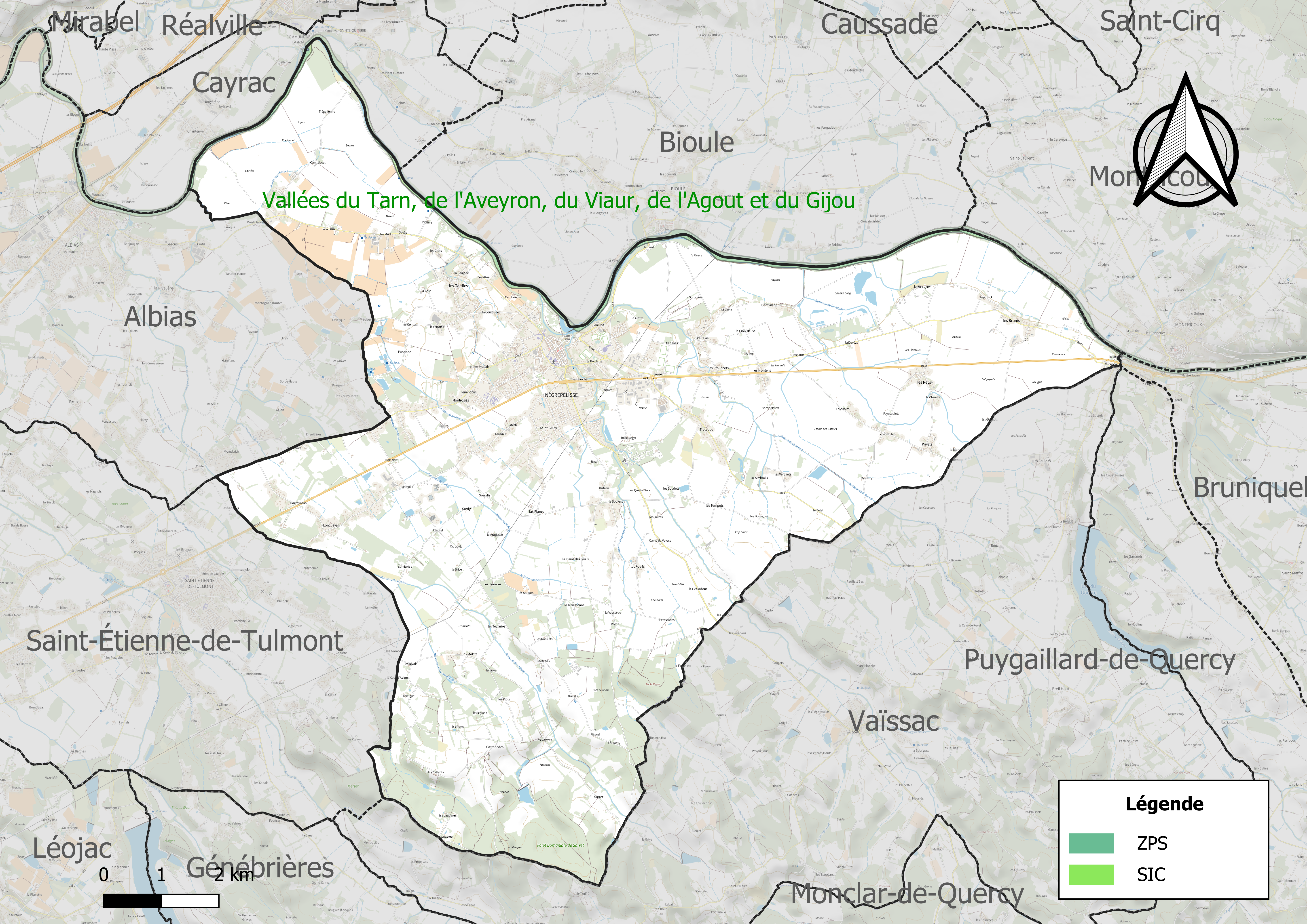
Site Natura 2000 sur le territoire communal.

Le réseau Natura 2000 est un réseau écologique européen de sites naturels d'intérêt écologique élaboré à partir des directives habitats et oiseaux, constitué de zones spéciales de conservation (ZSC) et de zones de protection spéciale (ZPS).
Un site Natura 2000 a été défini sur la commune au titre de la directive habitats : Les « vallées du Tarn, de l'Aveyron, du Viaur, de l'Agout et du Gijou », d'une superficie de 17 144 ha, s'étendant sur 136 communes dont 41 dans l'Aveyron, 8 en Haute-Garonne, 50 dans le Tarn et 37 dans le Tarn-et-Garonne. Elles présentent une très grande diversité d'habitats et d'espèces dans ce vaste réseau de cours d'eau et de gorges. La présence de la Loutre d'Europe et de la moule perlière d'eau douce est également d'un intérêt majeur.

#### Zones naturelles d'intérêt écologique, faunistique et floristique
L’inventaire des zones naturelles d'intérêt écologique, faunistique et floristique (ZNIEFF) a pour objectif de réaliser une couverture des zones les plus intéressantes sur le plan écologique, essentiellement dans la perspective d’améliorer la connaissance du patrimoine naturel national et de fournir aux différents décideurs un outil d’aide à la prise en compte de l’environnement dans l’aménagement du territoire.
Deux ZNIEFF de type 1 sont recensées sur la commune :
la « rivière Aveyron » (3 500 ha), couvrant 63 communes dont 38 dans l'Aveyron, cinq dans le Tarn et 20 dans le Tarn-et-Garonne, et 
la « vallée du lac du Gouyre » (336 ha), couvrant 4 communes du département
et une ZNIEFF de type 2, : 
la « vallée de l' Aveyron » (14 644 ha), couvrant 68 communes dont 41 dans l'Aveyron, cinq dans le Tarn et 22 dans le Tarn-et-Garonne.

Carte des ZNIEFF de type 1 et 2 à Nègrepelisse.
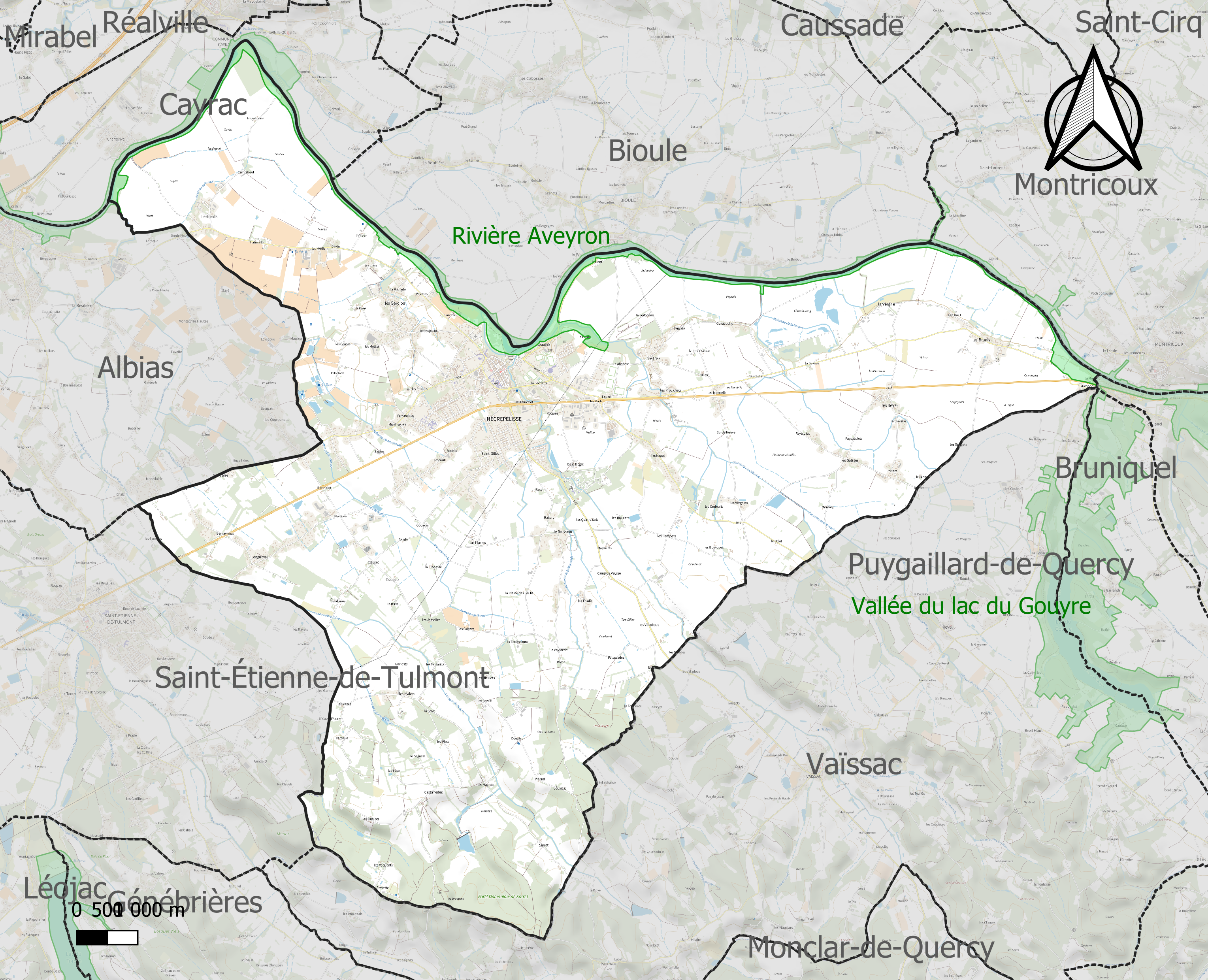
Carte des ZNIEFF de type 1 sur la commune.
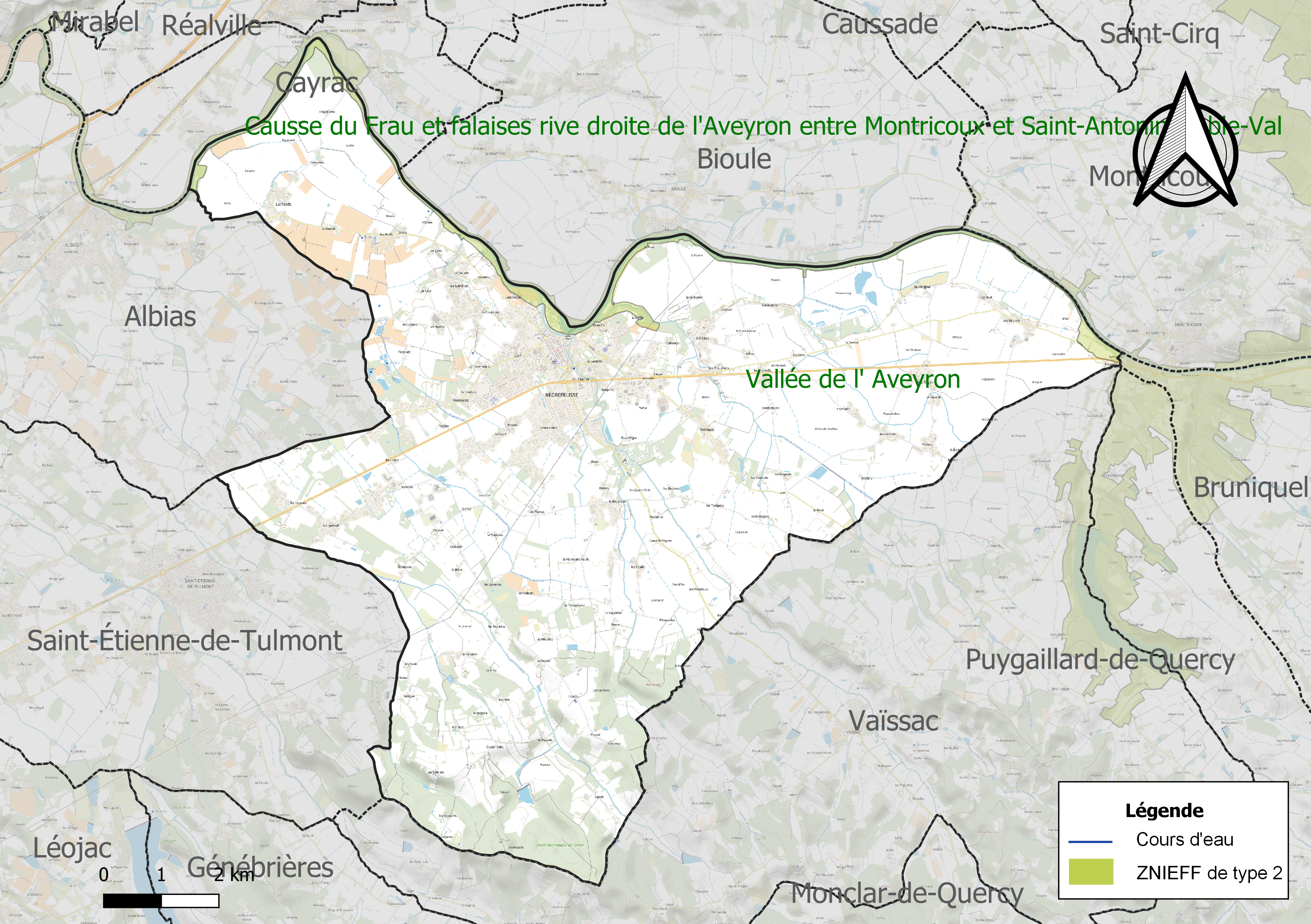
Carte de la ZNIEFF de type 2 sur la commune.

## Urbanisme

### Typologie
Au 1er janvier 2024, Nègrepelisse est catégorisée bourg rural, selon la nouvelle grille communale de densité à sept niveaux définie par l'Insee en 2022.
Elle appartient à l'unité urbaine de Nègrepelisse, une unité urbaine monocommunale constituant une ville isolée,. Par ailleurs la commune fait partie de l'aire d'attraction de Montauban, dont elle est une commune de la couronne,. Cette aire, qui regroupe 50 communes, est catégorisée dans les aires de 50 000 à moins de 200 000 habitants,.

### Occupation des sols
L'occupation des sols de la commune, telle qu'elle ressort de la base de données européenne d’occupation biophysique des sols Corine Land Cover (CLC), est marquée par l'importance des territoires agricoles (84,3 % en 2018), en diminution par rapport à 1990 (90,7 %). La répartition détaillée en 2018 est la suivante : 
terres arables (59,7 %), zones agricoles hétérogènes (20,6 %), zones urbanisées (8 %), forêts (7,7 %), cultures permanentes (2,9 %), prairies (1,1 %). L'évolution de l’occupation des sols de la commune et de ses infrastructures peut être observée sur les différentes représentations cartographiques du territoire : la carte de Cassini (XVIIIe siècle), la carte d'état-major (1820-1866) et les cartes ou photos aériennes de l'IGN pour la période actuelle (1950 à aujourd'hui).

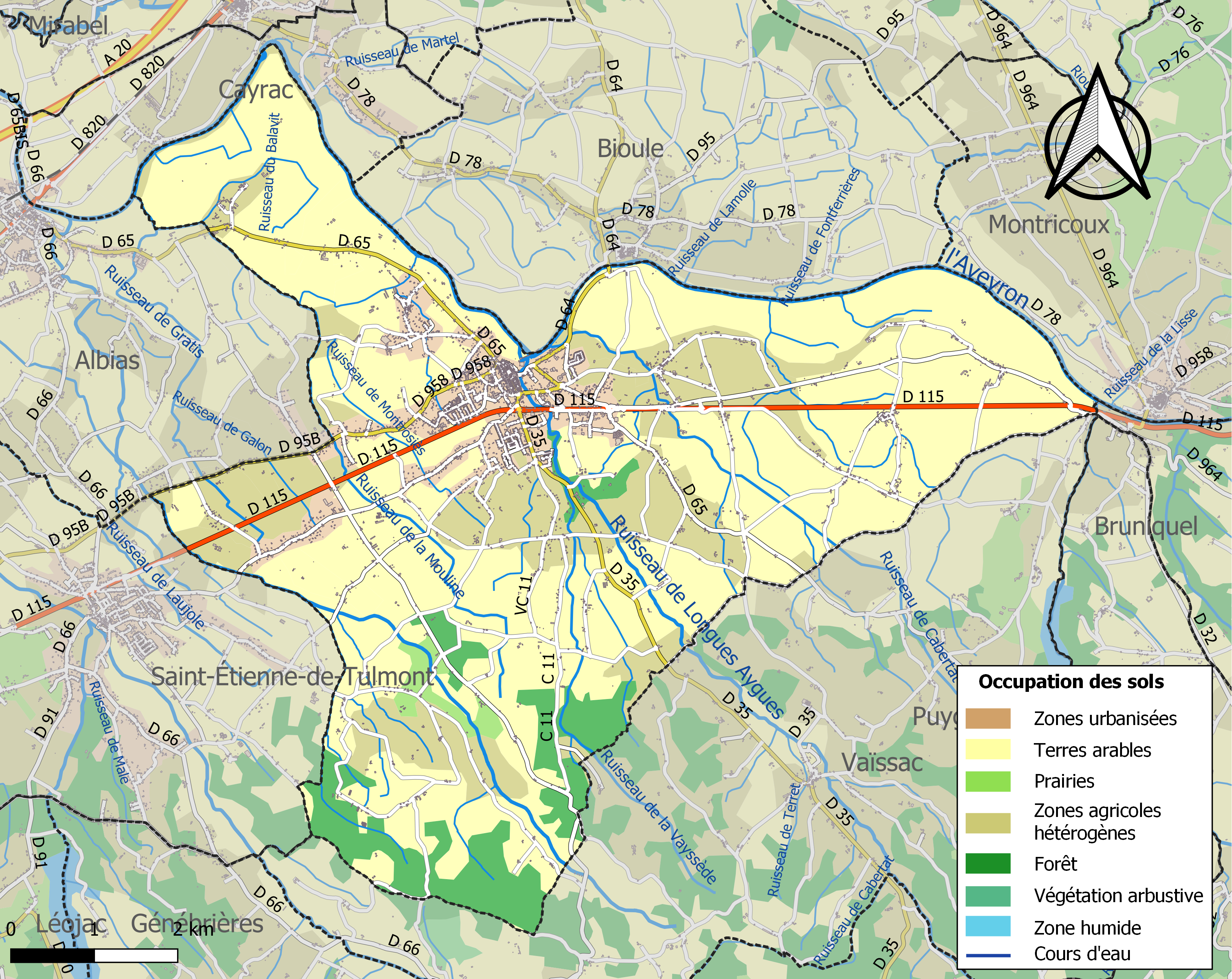
Carte des infrastructures et de l'occupation des sols de la commune en 2018 (CLC).

### Voies de communication et transports
Accès par l'autoroute A20 sortie no 59 et la D 958. La ville est à un carrefour de voie d’une certaine importance reliant de gros bourgs entre eux. À égale distance avec l'Atlantique et la Méditerranée, avec le Massif central et les Pyrénées, et voisine de Toulouse.

### Risques majeurs
Le territoire de la commune de Nègrepelisse est vulnérable à différents aléas naturels : météorologiques (tempête, orage, neige, grand froid, canicule ou sécheresse), inondations, mouvements de terrains et séisme (sismicité très faible). Il est également exposé à deux risques technologiques,  le transport de matières dangereuses et la rupture d'un barrage. Un site publié par le BRGM permet d'évaluer simplement et rapidement les risques d'un bien localisé soit par son adresse soit par le numéro de sa parcelle.

#### Risques naturels
Certaines parties du territoire communal sont susceptibles d’être affectées par le risque d’inondation par débordement de cours d'eau, notamment l'Aveyron, le ruisseau du Gouyré, le ruisseau de Longues Aygues et le ruisseau de la Brive. La cartographie des zones inondables en ex-Midi-Pyrénées réalisée dans le cadre du XIe Contrat de plan État-région, visant à informer les citoyens et les décideurs sur le risque d’inondation, est accessible sur le site de la DREAL Occitanie. La commune a été reconnue en état de catastrophe naturelle au titre des dommages causés par les inondations et coulées de boue survenues en 1982, 1999, 2003, 2006 et 2021,.
Nègrepelisse est exposée au risque de feu de forêt. Le département de Tarn-et-Garonne présentant toutefois globalement un niveau d’aléa moyen à faible très localisé, aucun Plan départemental de protection des forêts contre les risques d’incendie de forêt (PFCIF) n'a été élaboré. Le débroussaillement aux abords des maisons constitue l’une des meilleures protections pour les particuliers contre le feu,.

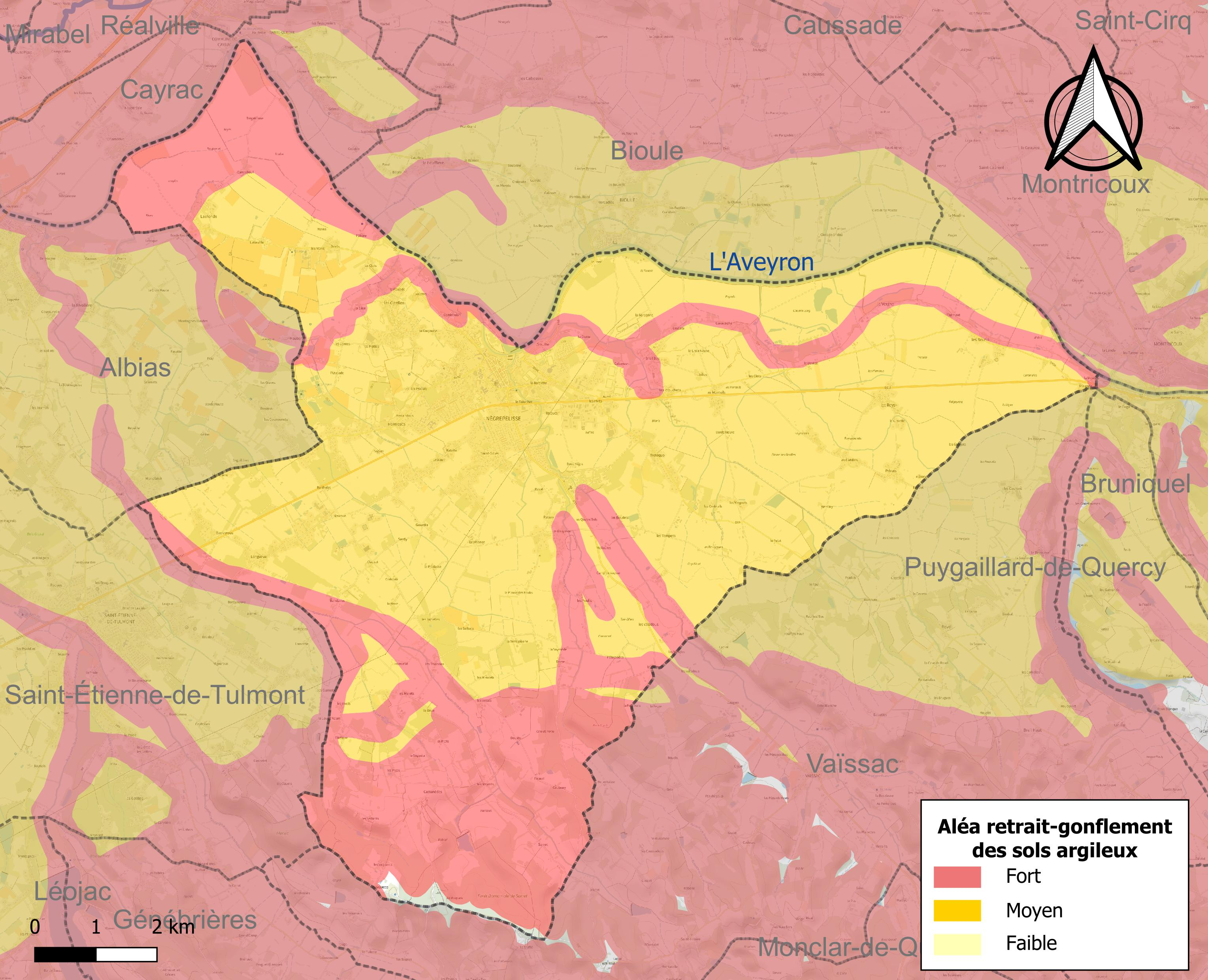
Carte des zones d'aléa retrait-gonflement des sols argileux de Nègrepelisse.

Les mouvements de terrains susceptibles de se produire sur la commune sont des tassements différentiels.
Le retrait-gonflement des sols argileux est susceptible d'engendrer des dommages importants aux bâtiments en cas d’alternance de périodes de sécheresse et de pluie. 99,5 % de la superficie communale est en aléa moyen ou fort (92 % au niveau départemental et 48,5 % au niveau national). Sur les 2 050 bâtiments dénombrés sur la commune en 2019, 2 048 sont en aléa moyen ou fort, soit 100 %, à comparer aux 96 % au niveau départemental et 54 % au niveau national. Une cartographie de l'exposition du territoire national au retrait gonflement des sols argileux est disponible sur le site du BRGM,.
Par ailleurs, afin de mieux appréhender le risque d’affaissement de terrain, l'inventaire national des cavités souterraines permet de localiser celles situées sur la commune.
Concernant les mouvements de terrains, la commune a été reconnue en état de catastrophe naturelle au titre des dommages causés par la sécheresse en 1989, 1991, 1992, 1998, 2000, 2003, 2011, 2012 et 2016 et par des mouvements de terrain en 1999.

#### Risques technologiques
Le risque de transport de matières dangereuses sur la commune est lié à sa traversée par des infrastructures routières ou ferroviaires importantes ou la présence d'une canalisation de transport d'hydrocarbures. Un accident se produisant sur de telles infrastructures est susceptible d’avoir des effets graves sur les biens, les personnes ou l'environnement, selon la nature du matériau transporté. Des dispositions d’urbanisme peuvent être préconisées en conséquence.
La commune est en outre située en aval du barrage de Pareloup, un ouvrage de classe A dans l'Aveyron sur les rivières Aveyron et Viaur, disposant d'une retenue de 169 millions de mètres cubes. À ce titre elle est susceptible d’être touchée par l’onde de submersion consécutive à la rupture de cet ouvrage.

## Toponymie
Nègrepelisse, en latin Nigra Pelliciacum[réf. nécessaire](nigra = "noire" + pelliciacum, de pellis = "peau"), et Negrapelissa en occitan, littéralement "Noire fourrure".
Son nom provient du fait que le village avait pour principale industrie le travail du bois, cette activité étant favorisée par l'usage des vastes forêts qui entouraient la bastide. Les bûcherons fabriquaient du charbon de bois qu'ils vendaient aux abords de Montauban et des villes voisines. Vêtus d'une pelisse noire et recouverts de la couleur noire du charbon de bois, la nouvelle désignation de la bastide se rapporte aux travaux des habitants et à sa proximité avec les bois du Tulmonenc.[réf. souhaitée]

## Histoire
Antiquité
Pour les vestiges de la présence romaine sur la commune, cf. Carte Archéologique de la Gaule, département du Tarn-et-Garonne
Moyen-Âge et après
À l’instigation des rois de France, de nombreuses bastides furent créées. Nègrepelisse fait partie des 35 bastides du Tarn-et-Garonne. Elle a été fondée en 1273 par les rois sous la famille seigneuriale de Bruniquel. Il s'agit d'une bastide royale conçue durant la deuxième phase de création des bastides situées entre 1271 et 1370 pour asseoir l'emprise du pouvoir royal. Un paréage a réuni les deux autorités.

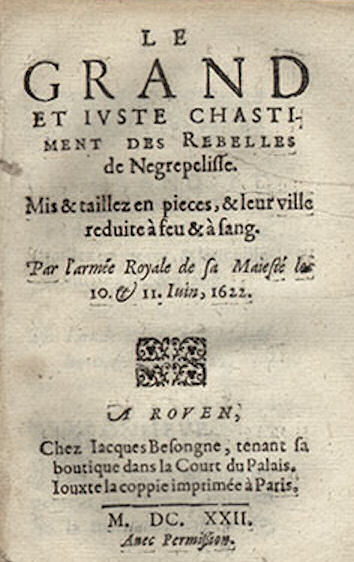
Le Grand et Juste Chatiment des Rebelles de Negrepelisse, 1622

Cette ville, jadis l'une des places fortes des calvinistes, fut prise, mise en pièces et brûlée par Louis XIII en 1622, en représailles contre le massacre général de la garnison royale établie dans la ville.
Établie sur une butte, Nègrepelisse n’est pas le nom d’origine de la ville. Sieurac, puis La Mothe-Saint-Pierre dit Nègrepelisse, elle doit son appellation, dit-on, à la forêt tulmonenque et plus précisément aux bûcherons qui fabriquaient du charbon de bois et qui étaient vêtus d’une pelisse noircie par la poussière[réf. souhaitée]. L’ancienne domination seigneuriale a investi la cité d’une longue histoire tumultueuse.
C’est un ancien pays de bois, dont les habitants vivaient de la complémentarité des ressources naturelles entre espace forestier et agricole.
Sieurac faisait partie du Tulmonenc et appartenait aux vicomtes de Bruniquel. Le Tulmonenc, qui fut nommé aussi la forêt de Tulmont à la fin du XIIIe siècle, englobait la plaine bordant l'Aveyron depuis Montricoux jusqu'à Ardus. La bastide était donc ceinturée par de nombreux bois dont aujourd'hui il ne reste que des lambeaux.
Les vicomtes de Bruniquel édifièrent une église dédiée à saint Saturnin où se trouvait à proximité, un baptistère et un cimetière.
Par un acte de 1074, les vicomtes Adhémar et Armand de Bruniquel cédèrent le territoire à l'abbaye de Moissac afin d'en « faire une ville large et longue bordée par l'Aveyron » (charte communale sous Philippe IV, Le Bel). Ce détail est significatif quant aux suspicions de l'origine du nom de Sieurac car certains laisseraient à penser qu’en fait le nom premier serait Saint-Maffre. Saint-Maffre est une localité qui se trouve à une dizaine de kilomètres de la rivière et donc il improbable qu'une confusion se fasse avec tant de preuves à l'appui.
Les moines se mirent à l'œuvre pour réaliser cette ville ainsi que pour la peupler et augmenter leurs revenus. Le développement du village attira la convoitise du vicomte Adhémar de Bruniquel qui voulut s'en saisir. Sous les ordres du pontife Géraud III, il fut rendu à l'abbaye de Moissac. Anquetil, moine de Moissac, repris donc la ville et fit construire une nouvelle église dédiée à saint Pierre les Liens qu'il unit à la précédente. À cette occasion, Sieurac changea de dénomination et fut rebaptisée « La Mothe Saint Pierre dit Nègrepelisse » en 1097 puis, Nègrepelisse uniquement au XIIIe siècle. Sa possession fut donc très disputée.
Par la suite, le 5 juillet 1285, elle fut cédée à Philippe III, roi de France, qui instaura une charte communale de 78 articles qui est sans doute la charte la plus complète du département. Nègrepelisse était née.

### Administration municipale
Le nombre d'habitants au recensement de 2011 étant compris entre 5 000 habitants et 9 999 habitants au dernier recensement, le nombre de membres du conseil municipal est de vingt neuf,.

### Rattachements administratifs et électoraux
La commune fait partie de l'arrondissement de Montauban de la communauté de communes Quercy Vert-Aveyron et du canton d'Aveyron-Lère (avant le redécoupage départemental de 2014, Nègrepelisse était le chef-lieu de l'ex-canton de Nègrepelisse).

### Liste des maires
La commune de Nègrepelisse fait partie de la communauté de communes Terrasses et Vallée de l'Aveyron.
| Période                                  | Période        | Identité                       | Étiquette | Qualité |
| ---------------------------------------- | -------------- | ------------------------------ | --------- | --- |
| 1793                                     | 1795           | Alexandre Delon                |           | |
| 1795                                     | 1799           | Antoine Bernard Lauzet         |           | |
| 1800                                     | 1817           | Paul François Bonnet           |           | |
| 1817                                     | 1820           | Antoine Martin Delaporte       |           | |
| 1820                                     | 1827           | Paul François Bonnet           |           | |
| 1827                                     | 1830           | Jean-Baptiste Bessey           |           | |
| 1830                                     | 1833           | Jean-Louis Mallet              |           | |
| 1833                                     | 1835           | Jacques Simon Delon            |           | |
| 1835                                     | 1840           | Jean-Louis Mallet              |           | |
| 1840                                     | 1885           | Abraham Marcellin Viguié       |           | |
| 1885                                     | 1899           | Jean Jacques Hugues Léon Marty |           | |
| 1899                                     | 1919           | Célestin Theau                 |           | |
| 1919                                     | 1925           | Jean Momméja                   |           | |
| 1925                                     | 1929           | Pierre Grieumard               |           | |
| 1929                                     | 1932           | Germain Nouaillac              |           | |
| 1932                                     | 1942           | Aristide Mourières             |           | Agriculteur |
| 1942                                     | 1944           | Albert Jouany                  |           | Greffier |
| 10 septembre 1944                        | 1945           | Georges Capéran                |           | |
| 1945                                     | 1947           | Aristide Mourières             |           | Agriculteur |
| 30 novembre 1947                         | mars 1959      | Pierre Aujaleu                 |           | Médecin |
| mars 1959                                | mars 1971      | Charles Bourdarios             | Rad./MRG  | Conseiller général du canton de Nègrepelisse (1970 → 1982)                                                                                              |
| mars 1971                                | mars 1983      | André Jouany                   | MRG       | Chef d'entreprise Sénateur de Tarn-et-Garonne (1978 → 1986)                                                                                             |
| mars 1983                                | juin 1995      | Lucien Kothé                   | DVD       | Pépiniériste |
| juin 1995                                | mars 2014      | Jean Cambon                    | PS        | Maître de conférences Conseiller général du canton de Nègrepelisse (1982 → 2015) Président de la CC Terrasses et Vallée de l'Aveyron (2003 → 2014)      |
| mars 2014                                | 3 juillet 2020 | Maurice Corrécher              | DVD       | Retraité de la fonction publique Président de la CC Terrasses et Vallée de l'Aveyron (2014 → 2016) Président de la CC Quercy Vert-Aveyron (2017 → 2020) |
| 3 juillet 2020                           | En cours       | Morgan Tellier                 | PS        | Responsable ressources humaines Président de la CC Quercy Vert-Aveyron (2020 → ), suppléant de la Députée Valérie Rabault                               |
| Les données manquantes sont à compléter. |                |                                |           | |

## Population et société

### Démographie
L'évolution du nombre d'habitants est connue à travers les recensements de la population effectués dans la commune depuis 1793. Pour les communes de moins de 10 000 habitants, une enquête de recensement portant sur toute la population est réalisée tous les cinq ans, les populations de référence des années intermédiaires étant quant à elles estimées par interpolation ou extrapolation. Pour la commune, le premier recensement exhaustif entrant dans le cadre du nouveau dispositif a été réalisé en 2008.

En 2022, la commune comptait 5 839 habitants, en évolution de +4,03 % par rapport à 2016 (Tarn-et-Garonne : +3,12 %, France hors Mayotte : +2,11 %).
| 1793  | 1800  | 1806  | 1821  | 1831  | 1836  | 1841  | 1846  | 1851  |
| ----- | ----- | ----- | ----- | ----- | ----- | ----- | ----- | ----- |
| 2 903 | 3 126 | 3 147 | 3 179 | 3 126 | 3 142 | 3 122 | 3 169 | 3 224 |

| 1856  | 1861  | 1866  | 1872  | 1876  | 1881  | 1886  | 1891  | 1896  |
| ----- | ----- | ----- | ----- | ----- | ----- | ----- | ----- | ----- |
| 3 170 | 3 111 | 2 993 | 2 898 | 2 893 | 2 743 | 2 637 | 2 566 | 2 501 |

| 1901  | 1906  | 1911  | 1921  | 1926  | 1931  | 1936  | 1946  | 1954  |
| ----- | ----- | ----- | ----- | ----- | ----- | ----- | ----- | ----- |
| 2 396 | 2 347 | 2 210 | 2 051 | 2 058 | 2 085 | 2 080 | 2 127 | 2 234 |

| 1962  | 1968  | 1975  | 1982  | 1990  | 1999  | 2006  | 2008  | 2013  |
| ----- | ----- | ----- | ----- | ----- | ----- | ----- | ----- | ----- |
| 2 269 | 2 409 | 2 589 | 2 871 | 3 326 | 3 487 | 4 511 | 4 799 | 5 439 |

| 2018  | 2022  | - | - | - | - | - | - | - |
| ----- | ----- | - | - | - | - | - | - | - |
| 5 642 | 5 839 | - | - | - | - | - | - | - |

| selon la population municipale des années : | 1968 | 1975 | 1982 | 1990 | 1999 | 2006 | 2009 | 2013 |
| Rang de la commune dans le département      | 9    | 9    | 7    | 7    | 7    | 7    | 7    | 6    |
| Nombre de communes du département           | 195  | 195  | 195  | 195  | 195  | 195  | 195  | 195  |

### Enseignement
L'éducation est assurée sur la commune par une maternelle (Les écureuils) et une école primaire (les platanes). Toutes deux proposent un enseignement bilingue français-occitan. La commune est dotée également d'une école privée, Sainte-Thérèse maternelle et primaire.  Puis le collège Jean-Honoré Fragonard. Nègrepelisse fait partie de l'académie de Toulouse.

### Santé
Maison de retraite type EHPAD, centre hospitalier de proximité Hôpital Turenne, centre communal d'action sociale, nombreux professionnels de santé,
Château de Longues Aygues: Établissement de soins pour affections liées aux conduites addictives.

### Culture et festivités
Nègrepelisse fait partie de l'ensemble culturel et linguistique occitan. La langue vernaculaire est l'occitan dans sa variante languedocienne.
Salle des fêtes, chant, musique théâtre .

### Activités sportives
Rugby à XV : le Sporting Club Nègrepelisse fondé en 1910 engagé en championnat de 3e division fédérale et qui fut : Champion de France de 4e série en 1924 ; Vice-champion de France de 3e série en 1951.
Cyclisme, basket-ball, équitation, dojo, kayak, tennis, judo, athlétisme, pétanque...

### Écologie et recyclage
Nègrepelisse compte une station d'épuration des eaux usées par la technique du lagunage.

## Économie

### Revenus
En 2018, la commune compte 2 149 ménages fiscaux, regroupant 5 238 personnes. La médiane du revenu disponible par unité de consommation est de 19 550 € (20 140 € dans le département). 40 % des ménages fiscaux sont imposés (42,6 % dans le département).

### Emploi
|                | 2008  | 2013   | 2018   |
| -------------- | ----- | ------ | ------ |
| Commune        | 7,9 % | 9,8 %  | 10,8 % |
| Département    | 8,4 % | 10,2 % | 10,3 % |
| France entière | 8,3 % | 10 %   | 10 %   |

En 2018, la population âgée de 15 à 64 ans s'élève à 3 244 personnes, parmi lesquelles on compte 72,7 % d'actifs (62 % ayant un emploi et 10,8 % de chômeurs) et 27,3 % d'inactifs,. En  2018, le taux de chômage communal (au sens du recensement) des 15-64 ans est supérieur à celui du département et de la France, alors qu'en 2008 la situation était inverse.
La commune fait partie de la couronne de l'aire d'attraction de Montauban, du fait qu'au moins 15 % des actifs travaillent dans le pôle,. Elle compte 1 735 emplois en 2018, contre 1 873 en 2013 et 1 594 en 2008. Le nombre d'actifs ayant un emploi résidant dans la commune est de 2 048, soit un indicateur de concentration d'emploi de 84,7 % et un taux d'activité parmi les 15 ans ou plus de 52,5 %.
Sur ces 2 048 actifs de 15 ans ou plus ayant un emploi, 640 travaillent dans la commune, soit 31 % des habitants. Pour se rendre au travail, 90,3 % des habitants utilisent un véhicule personnel ou de fonction à quatre roues, 1,2 % les transports en commun, 4,6 % s'y rendent en deux-roues, à vélo ou à pied et 3,8 % n'ont pas besoin de transport (travail au domicile).

### Activités hors agriculture

#### Secteurs d'activités
383 établissements sont implantés  à Nègrepelisse au 31 décembre 2019. Le tableau ci-dessous en détaille le nombre par secteur d'activité et compare les ratios avec ceux du département,.
| Secteur d'activité                                                                                        | Commune | Commune | Département |
| Secteur d'activité                                                                                        | Nombre  | %       | %           |
| --- | ------- | ------- | ----------- |
| Ensemble                                                                                                  | 383     | 100 %   | (100 %)     |
| Industrie manufacturière, industries extractives et autres                                                | 35      | 9,1 %   | (9,6 %)     |
| Construction                                                                                              | 79      | 20,6 %  | (14,9 %)    |
| Commerce de gros et de détail, transports, hébergement et restauration                                    | 91      | 23,8 %  | (29,7 %)    |
| Information et communication                                                                              | 5       | 1,3 %   | (1,9 %)     |
| Activités financières et d'assurance                                                                      | 8       | 2,1 %   | (3,4 %)     |
| Activités immobilières                                                                                    | 11      | 2,9 %   | (3,3 %)     |
| Activités spécialisées, scientifiques et techniques et activités de services administratifs et de soutien | 53      | 13,8 %  | (14,1 %)    |
| Administration publique, enseignement, santé humaine et action sociale                                    | 61      | 15,9 %  | (13,6 %)    |
| Autres activités de services                                                                              | 40      | 10,4 %  | (9,3 %)     |

Le secteur du commerce de gros et de détail, des transports, de l'hébergement et de la restauration est prépondérant sur la commune puisqu'il représente 23,8 % du nombre total d'établissements de la commune (91 sur les 383 entreprises implantées  à Nègrepelisse), contre 29,7 % au niveau départemental.

#### Entreprises et commerces
Les cinq entreprises ayant leur siège social sur le territoire communal qui génèrent le plus de chiffre d'affaires en 2020 sont : 
- Marchats Distribution, supermarchés (19 644 k€)
- Tignol Beton, fabrication de béton prêt à l'emploi (15 372 k€)
- Chevilley CM, fabrication de structures métalliques et de parties de structures (3 682 k€)
- Chateau De Longues Aygues, activités hospitalières (3 332 k€)
- JP Castel, travaux de maçonnerie générale et gros œuvre de bâtiment (2 768 k€)

L'agriculture basée sur la culture de céréales (maïs, blé…) a encore une place importante mais tend à diminuer en faveur de zones résidentielles liées à la proximité de l'agglomération montalbanaise puisque Nègrepelisse se trouve dans son aire urbaine. L'artisanat ainsi que le commerce y sont bien représentés.

### Agriculture
La commune est dans les « Vallées et Terrasses », une petite région agricole occupant le centre et une bande d'est en ouest  du département de Tarn-et-Garonne. En 2020, l'orientation technico-économique de l'agriculture  sur la commune est la polyculture et/ou le polyélevage. 
|               | 1988  | 2000  | 2010  | 2020  |
| ------------- | ----- | ----- | ----- | ----- |
| Exploitations | 171   | 110   | 81    | 74    |
| SAU (ha)      | 3 014 | 2 977 | 2 626 | 2 570 |

Le nombre d'exploitations agricoles en activité et ayant leur siège dans la commune est passé de 171 lors du recensement agricole de 1988  à 110 en 2000 puis à 81 en 2010 et enfin à 74 en 2020, soit une baisse de 57 % en 32 ans. Le même mouvement est observé à l'échelle du département qui a perdu pendant cette période 57 % de ses exploitations,. La surface agricole utilisée sur la commune a également diminué, passant de 3 014 ha en 1988 à 2 570 ha en 2020. Parallèlement la surface agricole utilisée moyenne par exploitation a augmenté, passant de 18 à 35 ha.

## Culture locale et patrimoine

### Lieux et monuments
- Église Saint-Pierre-ès-Liens de Nègrepelisse, classée au titre des monuments historiques en 2009[63]. Elle a été reconstruite au XIXe siècle par l'architecte Jules Bourdais, ingénieur de l'école Centrale, à l’emplacement même des deux édifices précédents. La reconstruction de la nef a été terminée en août 1869. L'architecte a fait le choix innovant des colonnes en fonte de fer[64] pour donner de la visibilité à l'intérieur de la nef[65]. Elle se situe à une place de carrefour entre l’ancienne porte Saint-Blaise (en direction de Caussade) et le centre de la bastide. Expurgée et utilisée par les calvinistes durant le XVIe siècle, la deuxième construction fut dévastée en 1622, lors de la prise du village par le roi Louis XIII. Les bâtisseurs de l’époque gardèrent le clocher, l’un des plus beaux de la région, qui traversé les guerres de religion. D’une hauteur de 49 mètres, il date de 1460. Le sommet de la pyramide a été frappé par la foudre en 1811 (d’après le livre paroissial de la commune) et n’a pas retrouvé sa beauté d’antan. Son style toulousain rappelle celui de Caussade et de Montricoux. La patine lui donne une couleur extraordinaire. De plan octogonal, il appartient au genre dit « toulousain », initié par la basilique Saint-Sernin de Toulouse et bien représenté dans le Tarn-et-Garonne. Il repose sur un porche ouvert.
- Chapelle de l'hospice de Nègrepelisse.
- Château de Nègrepelisse[66] : C’est à l’époque de la fondation de la ville vers 1074, que semble avoir été bâtie une fortification qui fut remplacée par le château, édifice plus important assurant une plus grande protection pour les habitants. La date exacte de la construction reste assez imprécise. Le chanoine Pottier la situe en 1268. M. Miquel, expert en châteaux, la date en 1285. L’incertitude restera de mise car tous les documents archivés concernant le château et les seigneurs, entreposés dans l’édifice ou chez un notaire, furent incinérés par les révolutionnaires. 
Le gros-œuvre date du XIe siècle et des améliorations successives furent ajoutées à d’assez longs intervalles suivant les possibilités financières et les besoins des constructeurs. Le château et ses possessions furent édifiés sous l’égide des vicomtes de Bruniquel, seigneurs du Tulmonenc voulant faire peser leur autorité sur leurs sujets. Différents grands seigneurs succédèrent aux vicomtes de Bruniquel comme le roi Philippe III en 1285 (après une vente pour 400 livres tournois), le comte d’Évreux en 1319, le comte de Caraman seigneur de Montbrun Pierre Duèze, Turenne.
C'est la propriété de Pierre Jacques Onésyme Bergeret de Grancourt, comte de Nègrepelisse, qui y recevra le peintre Jean-Honoré Fragonard en 1773. Laissé à l'abandon après 1846, la commune a racheté les ruines en 1850 et a transformé le site en esplanade. Des travaux de conservation du site ont été faits entre 1997 et 2001.
Au nord se trouve un mur de soutènement dont la base a été réalisée au XVIIe siècle et qui a été représenté sur un dessin du château de Fragonard en 1773.
Le château a été inscrit à l'Inventaire supplémentaire des monuments historiques le 26 juin 1989.
Des fouilles ont été effectuées par l'Institut national de recherches archéologiques préventives avant le début des travaux[67],[68],[69],[70] de réhabilitation destinés à faire du bâtiment un centre d'art en reconstruisant une partie des élévations. Ces travaux ont duré de septembre 2012 à janvier 2014[71]. Le 14 juin 2014, se déroule l'inauguration de La cuisine, centre d'art et de design, centre d'art pour lequel le château a été reconstruit et revisité par le cabinet d'architecture RCR. Le centre d'art ferme ses portes le 21 décembre 2022[72],[73],[74]. Chaque été depuis 2014, début juillet, le festival « Les voix au château » se déroule dans sa cour[75],[76].
- Le temple de Nègrepelisse[77] a été construit par l'architecte Jules Bourdais, à la suite d'un décret signé le 4 avril 1806 par Napoléon. Il a été inauguré en 1870. Il est classé monument historique par arrêté du 19 mai 1994. Il est dit dans l'article 1er du décret de 1806 que : « Les protestants réformés de Nègrepelisse, département du Lot, sont autorisés à faire construire à leur frais, un temple pour l'exercice de leur culte sur le terrain de celui qu'ils possédaient dans cette commune ». Dès lors, on tenta de bâtir un nouvel édifice mais le manque de moyens financiers en ce début de siècle contraignit le consistoire à faire appel à l'aide du ministre de l'intérieur et des fidèles. Cependant, le temple bâti se lézarda et s'affaissa. Des plâtras se détachèrent de l'arceau portant le clocher, à plusieurs reprises en 50 ans. Pour le troisième et dernier projet, Jules Bourdais est retenu. Cet ingénieur de l'École Centrale eut la lourde tâche de reconstruire le temple ainsi que la nef de l'église Saint-Pierre-aux-Liens détruite lors de l'affrontement entre les troupes royales et les Nègrepelissiens en 1622. Il eut le concours de l'entrepreneur de travaux publics du village, Jean Coulonjou pour le temple et Jean-Pierre Coulonjou, maître maçon pour la nef de l'église. Ces deux projets furent financés par la commune qui s'endetta durant 30 ans. Le temple fut complètement achevé le 23 juin 1870. Cet édifice peut accueillir entre 800 et 1 000 personnes. Il est enfin stable, couvert d'ardoises allégeant la toiture. Il est de style romano-byzantin. Son plafond en voûte d'arêtes, son porche, son fronton, ses quatre colonnes à chapiteau corinthien en font un monument caractéristique de l’art grec. De l'art roman, on distingue des murs pignons au sommet, des quadrilobes centraux assurant la ventilation des combles. De l'art byzantin, le temple révèle un plan centré du bâtiment en croix grecque, des triples ouvertures des fenêtres caractéristiques de l'église Sainte-Sophie à Constantinople.
- Le moulin de Nègrepelisse, dont l'origine est ancienne, appartenait avant la Révolution au propriétaire du château. Il s'est arrêté de fonctionner en 1950. Pour conserver ce patrimoine, la commune l'a racheté dans les années 1980. Alliance d'une technologie ingénieuse et d'une architecture originale, le moulin de Nègrepelisse fut construit grâce à l'apport de matériaux tirés des ressources du sous-sol local : les blocs calcaires blancs et les briques foraines rouges (briques cuites). Maître des eaux, il a capté les éléments naturels, inépuisables et gratuits. Son architecture est donc étroitement liée au paysage et aux propriétés géologiques et climatiques du terroir. Il a marqué la vie économique de la ville jusqu'au milieu du XXe siècle et de nos jours il est un symbole esthétique. Utilisant la force et le poids de l'eau, il a été construit selon un plan quadrangulaire de 11 m de longueur sur 8,20 m de large et il est doté de quatre niveaux.

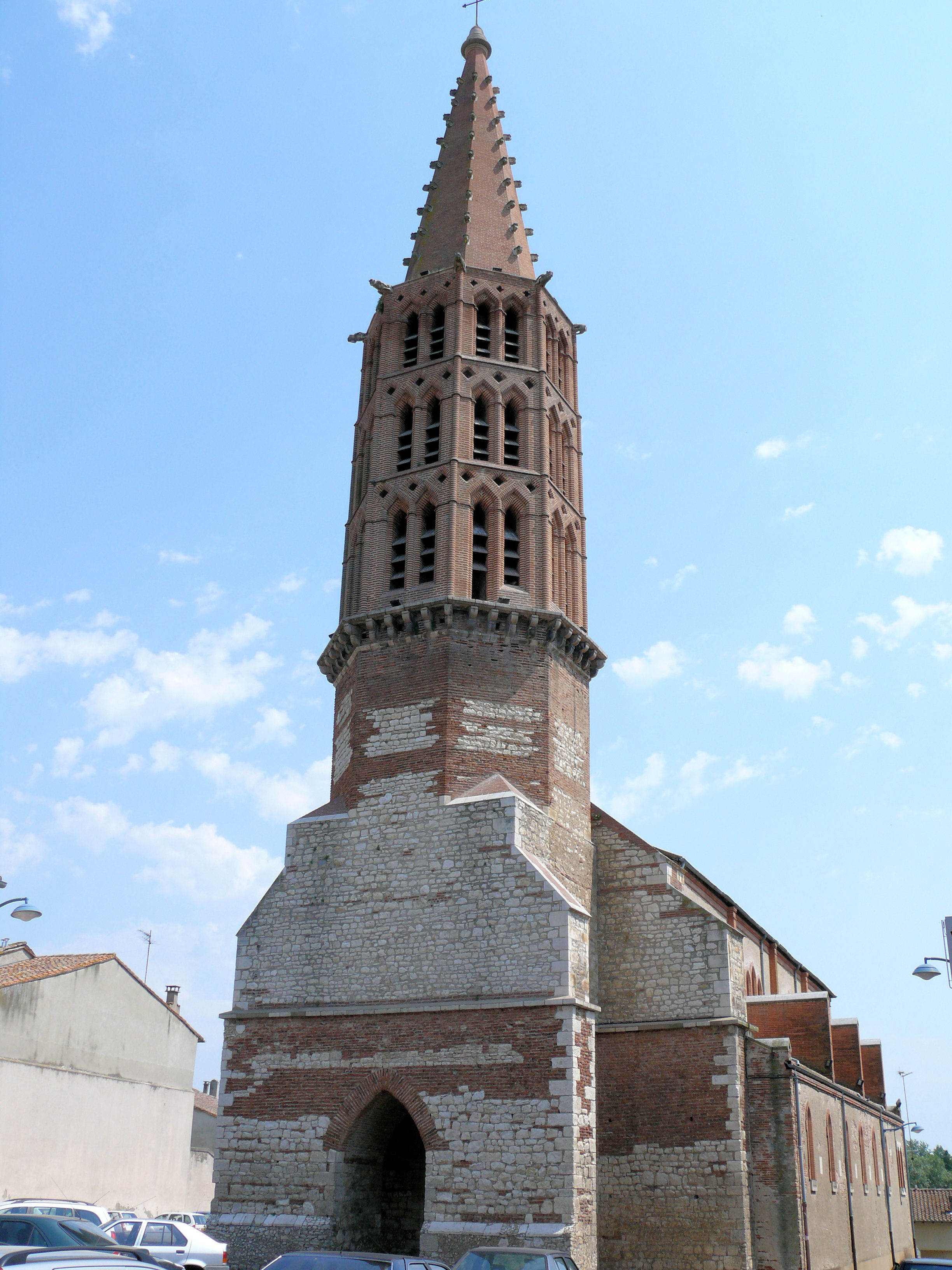
Église Saint-Pierre-ès-Liens - Le clocher.
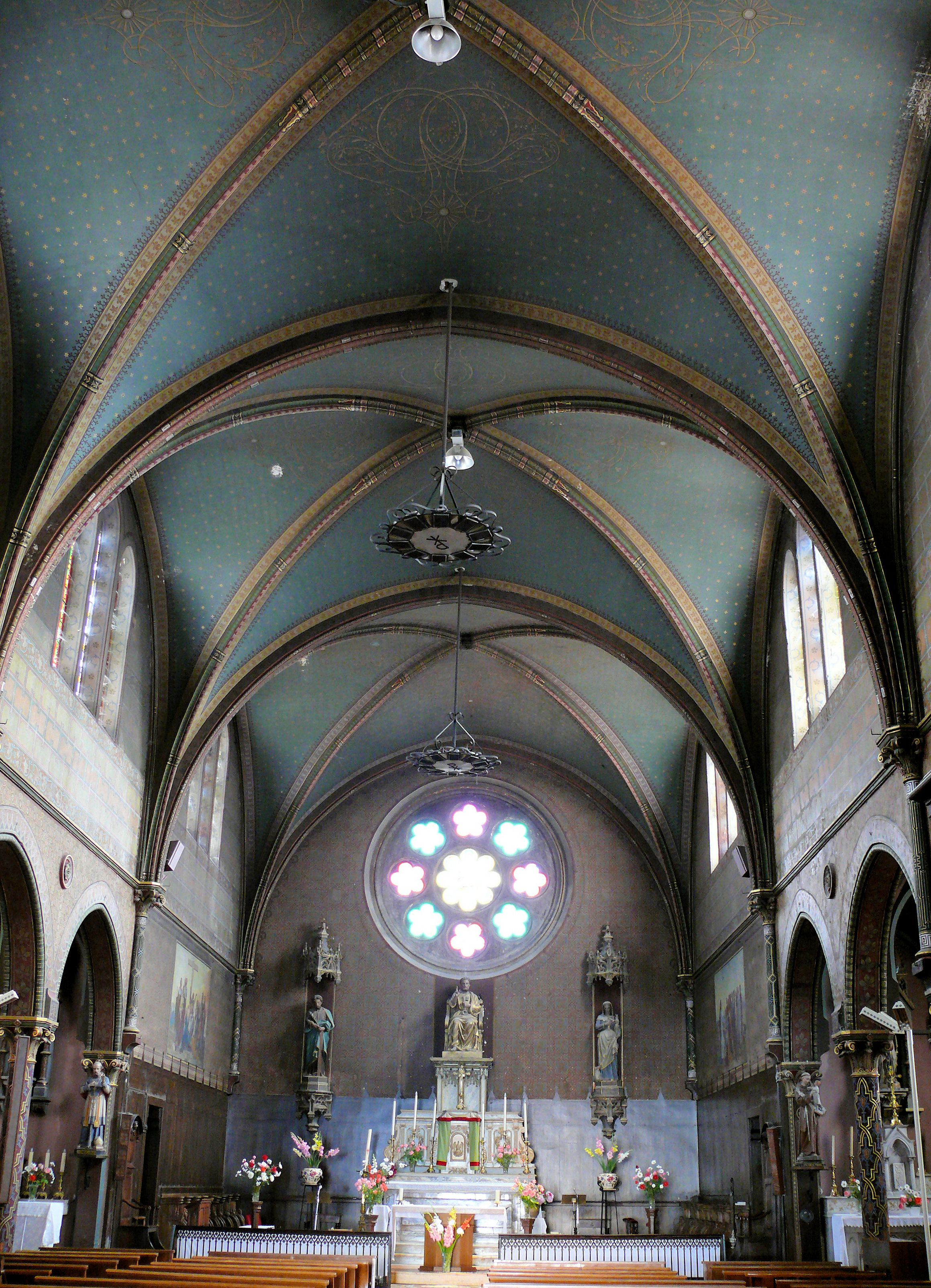
Église Saint-Pierre-ès-Liens - La nef du XIXe siècle.
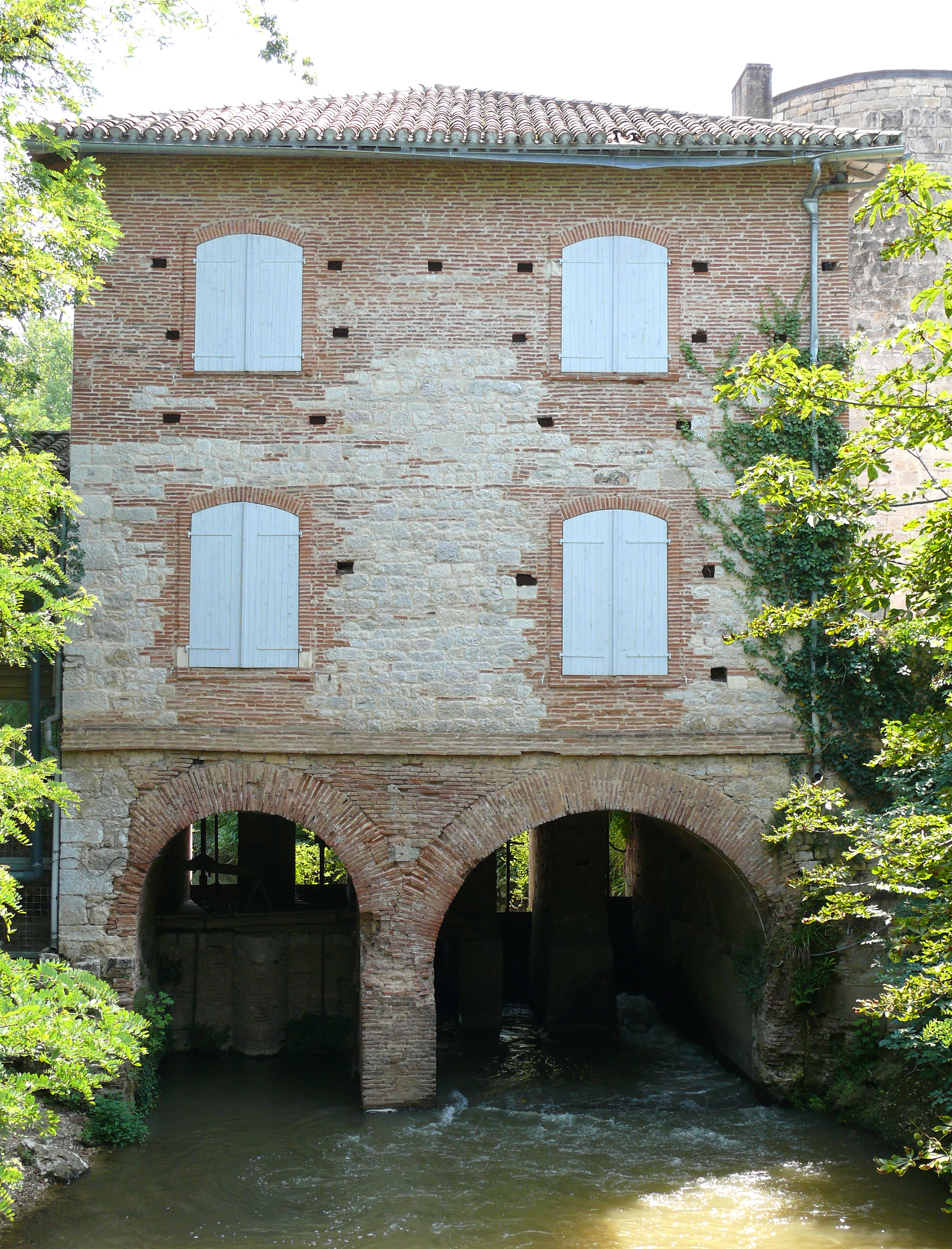
Le moulin à côté d'une tour du château.
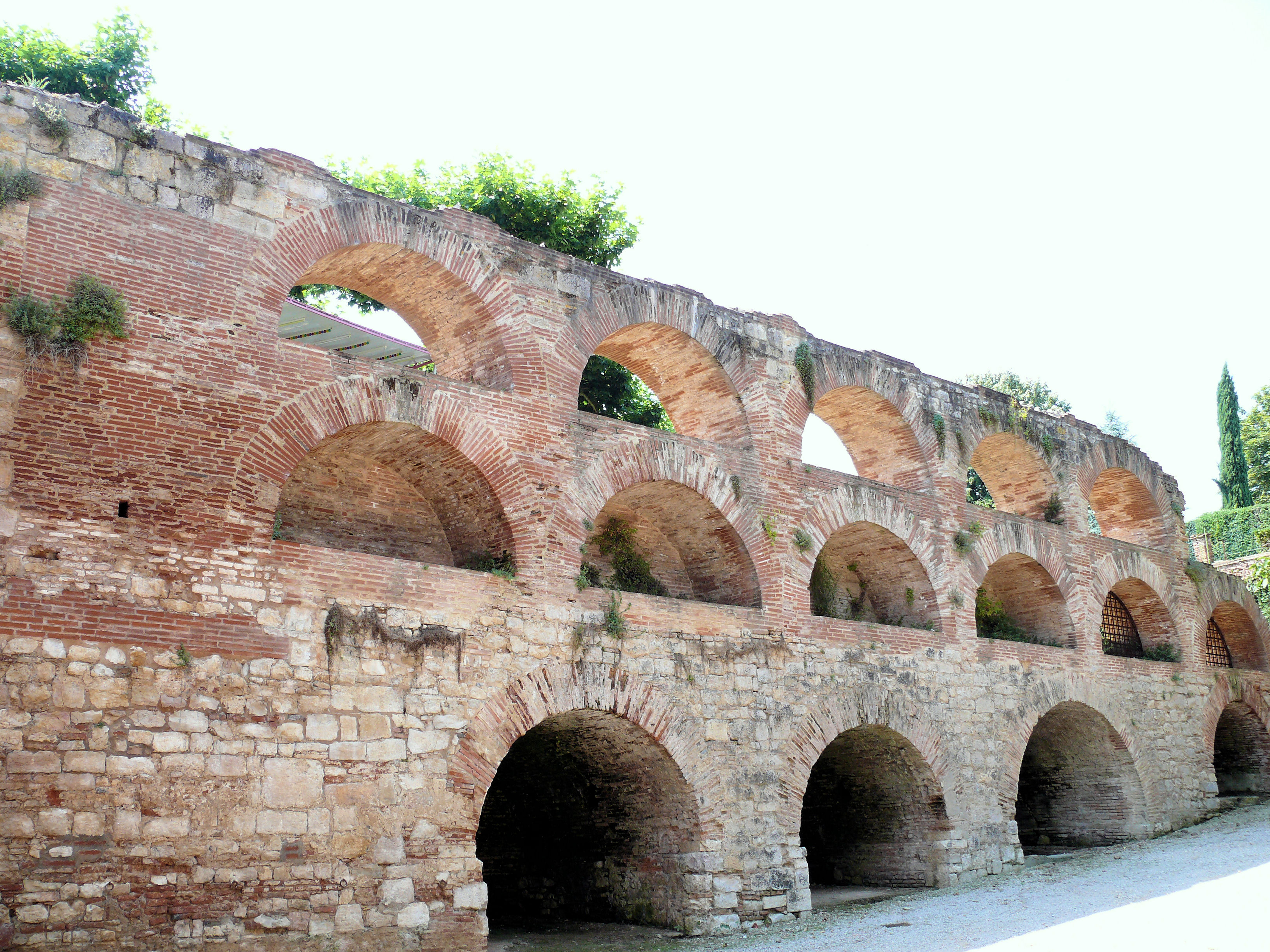
Mur de soutènement du château construit au XVIIIe siècle.

### Personnalités liées à la commune
- Jean Barraband (environ 1650-1709) né à Nègrepelisse, réfugié huguenot, tapissier et entrepreneur à Berlin
- Pierre Jacques Onésyme Bergeret de Grancourt (1715-1785), fermier général, comte de Nègrepelisse, propriétaire du château où il reçoit son ami Fragonard en 1773.
- Jean Honoré Fragonard : dans le journal de Pierre Jacques Onésime Bergeret qui relate son passage à Nègrepelisse.
- Henri II de Bourbon-Condé.
- Eugène Aujaleu (1903-1990), médecin et responsable de santé publique.
- André Jouany, homme politique.
- Danielle Bonel, actrice et secrétaire d'Edith Piaf.
- Sébastien Carrat, sportif français, sprinteur ainsi que joueur de rugby à XV.

### Héraldique
| Blason de Nègrepelisse | Blason  | De gueules au créquier sec d'argent; au chef cousu d'azur chargé de trois fleurs de lis d'or. |
| Blason de Nègrepelisse | Détails | Le statut officiel du blason reste à déterminer.                                              |
| Blason de Nègrepelisse | Alias   | D'argent à la main au naturel tenant un créquier de gueules.                                  |

## Pour approfondir